# Pyrosomatidae
Pyrosomatidae är en familj av ryggsträngsdjur. Pyrosomatidae ingår i ordningen Pyrosomatida, klassen salper, subfylumet manteldjur, fylumet ryggsträngsdjur och riket djur. Enligt Catalogue of Life omfattar familjen Pyrosomatidae 9 arter. 
Pyrosomatidae är enda familjen i ordningen Pyrosomatida.
Kladogram enligt Catalogue of Life:
| Pyrosomatidae | \| \| Pyrosoma \| \| \| \| \| \| Pyrosomella \| \| \| \| \| \| Pyrostremma \| \| \| \| |
|               | \| \| Pyrosoma \| \| \| \| \| \| Pyrosomella \| \| \| \| \| \| Pyrostremma \| \| \| \| |
|               | Pyrosoma                                                                               |
|               |                                                                                        |
|               | Pyrosomella                                                                            |
|               |                                                                                        |
|               | Pyrostremma                                                                            |
|               |                                                                                        |